# Храм Новомучеников Орехово-Зуевских
Храм Новомучеников Орехово-Зуевских — православный храм в городе Орехово-Зуево Московской области. Относится к Орехово-Зуевскому благочинию Балашихинской епархии Русской Православной Церкви.

## История
До 1972 года на месте строительства храма Новомучеников Орехово-Зуевских находилась большая кирпичная церковь Рождества Богородицы. Дата основания церкви относится к периоду не позднее XVI века. Последнее кирпичное здание церкви типа восьмерик на четверике с трапезной и колокольней, декорированное в русском стиле, было выстроено в Орехово на средства купца В. Т. Вишнякова и других в 1848—1861 годах. В 1872—1875 боковые Никольский и Никитский приделы выдвинуты в один ряд с главным храмом. Позднее была построена новая колокольня и расширена трапезная (1881—1886).
Церковь была закрыта в 1941 году, венчания разобраны. В 1972 здание церкви было разрушено и до 2005 года на его месте располагалась автостоянка. Храмовая территория передана Русской Православной Церкви в 2004 году. 21 сентября 2005 года был установлен и освящён поклонный крест.
20 февраля 2011 года построенный на месте порушенного собора новый храм был освящён. Чин Великого освящения совершил архиепископ Можайский Григорий.

## Архитектура
Новый кирпичный храм Новомучеников Орехово-Зуевских заложен в 2005 году. Строительство начато в 2007. Проектом предусмотрена постройка шатрового здания в неорусском стиле на подклете.

## Собор новомучеников Орехово-Зуевских
Память новомучеников Орехово-Зуевских совершается в Орехово-Зуевском благочинии 19 ноября — в день памяти священномученика Никиты, епископа Орехово-Зуевского. Список новомучеников Орехово-Зуевских:
1. Никита (Делекторский)
2. Красовский, Николай Константинович
3. Священномученик Василий (Максимов)
4. Священномученик Александр (Архангельский)
5. Священномученик Иоанн (Тарасов)
6. Священномученик Николай (Поспелов)
7. Священномученик Василий (Парийский)
8. Преподобномученик Серафим (Булашов)
9. Священномученик Сергий (Скворцов)
10. Священномученик Павел (Успенский)
11. Священномученик Иоанн (Парусников)
12. Священномученик Василий (Никольский)
13. Священномученик Сергий (Руфикций)
14. Мученик Димитрий (Рудаков)
15. Преподобномученик Иоасаф (Крымзин)
16. Преподобномученик Петр (Мамонтов)